# Alfredo Javaloyes López
Alfredo Javaloyes López (Elx, Alicante, 22 maart 1865 – aldaar, 18 februari 1944) was een Spaans componist en dirigent.

## Levensloop
Op 15-jarige leeftijd ging hij naar Barcelona om muziek te studeerden. Maar op die weg was hij verwikkeld in een ongeval en zijn vader haalde hem weer terug. Bij Felipe Pedrell studeerde hij viool.
Hij was als opvolger van Alfredo García Segura dirigent van de Banda de Música del Regimiento de Infantería de Sevilla núm. 33 de guarnición en Cartagena. In 1910 schreef hij in het Café de "La Marina" in Cartagena zijn bekendst werk El Abanico een mooie paso-doble.
Hij was ook dirigent van de Banda de Música del Batallón de Cazadores de Barbastro. Daarna kwam hij naar Elche terug en wird dirigent van de Banda Municipal de Elx. Hier schreef hij ook de Himno a Elche. In Elche was hij ook dirigent van het koor van de Iglesia ilicitana de "Santa María".

## Composities

### Werken voor banda (harmonieorkest)
- 1910 El Albanico, paso-doble
- 1920 Himno a Elche - tekst: Juan Ferrer
- 1925 Salve
- De ayer y de hoy, paso-doble
- Desconsuelo, marcha procesional
- Doctor Campello, wals
- Dos besos, paso-doble
- Jerusalén, marcha procesional
- La Agonía, marcha procesional
- Marcha oriental, marcha
- Pasionaria, marcha procesional
- Requiem eternam, marcha procesional
- Sones de España, paso-doble
- Via-Crucis, marcha procesional